# シンスケアベ (小惑星)
シンスケアベ (23887 Shinsukeabe) は、メインベルトにある小惑星である。1998年9月17日、アメリカ ローウェル天文台の地球近傍天体探索プロジェクト Lowell Observatory Near-Earth-Object Search (LONEOS) で発見された。2012年5月、当時（2008～2013年）台湾國立中央大学天文研究所に所属していた日本人天文学者阿部新助にちなんで命名された。 